# Bella Abzug
Bella Savitsky Abzug (født 24. juli 1920 i New York City i New York, død 31. marts 1998 i New York City i New York), hun havde tilnavnet Battling Bella, var en amerikansk advokat, medlem af Repræsentanternes Hus, social aktivist og en leder af kvindebevægelsen.